# Höllvikens församling
Höllvikens församling är en församling i Skytts och Vemmenhögs kontrakt i Lunds stift. Församlingen ligger i Vellinge kommun i Skåne län och ingår i Näsets pastorat.

## Administrativ historik
Församlingen bildades år 2002 genom sammanläggning av Rängs församling och Stora Hammars församling och församlingen utgjorde därefter till 2023 ett enförsamlingspastorat. Sedan 1 januari 2023 ingår församlingen i Näsets pastorat.

## Kyrkor
- Håslövs kyrka
- Rängs kyrka
- Stora Hammars gamla kyrka
- Stora Hammars kyrka

## Församlingshem
- Kyrkans Hus i Höllviken
- Annasalen i Räng